# Rafael Amaya
José Rafael Amaya Nuñez (Hermosillo, 28 de fevereiro de 1977) é um ator mexicano de telenovelas.

## Biografia
Amaya nasceu em Hermosillo, México, mas aos cinco anos, se mudou para Tecate, estado da Baixa Califórnia, onde ele cresceu.
Desde criança, pratica muitos esportes, sobretudo atletismo; também desde adolescente, estuda teatro e música. Terminando o colegial, viajou aos Estados Unidos para estudar na Universidade da Califórnia em San Diego, mas não terminou. Voltou ao México e começou a tocar em vários grupos, e foi com a Banda Palapa que chegou a Cidade do México para tentar a sorte.
Rafael foi o único que morou na cidade, e dedicou-se a moda. Depois entrou no Centro de Educação Artística (CEA) da Televisa, e encontrou a oportunidade para fazer um teste do novo grupo Garibaldi.
Quando se separou do grupo, Rafael seguiu no mundo artístico, mas como ator. 
Começou com a telenovela La casa en la playa, com o personagem Romualdo Reyes, depois continuou atuando e esteve na telenovela Sin pecado concebido, no papel de Cástulo, ao lado de Itatí Cantoral. 
Em janeiro de 2002 integrou o elenco da novela Salomé, com o papel de um dos personagens principais, José Juliano, um dos filhos de Salomé, a protagonista interpretada por Edith González e Guy Ecker era seu pai na telenovela. 
Em agosto teve uma atuação especial na telenovela Las vías del amor, ao lado de Aracely Arámbula, com o personagem Paco. 
Trabalhou com a produtora Lucero Suárez em duas telenovelas: em 2004 interpretando um dos antagonistas da novela Amar otra vez e depois protagonizou Las dos caras de Ana, em 2006, com Ana Layevska.
Em 2010 estreou na Telemundo, com a novela Alguien te mira, onde interpretou o grande vilão da história. 

## Telenovelas
- El señor de los cielos (2013–20) … Aurelio Casillas "El Señor de los Cielos"
- El Chema (2016–7) … Aurelio Casillas
- Señora Acero (2014) … Aurelio Casillas
- Doctor Mateo (2011) … Roberto
- A Rainha do Tráfico (2011) … Raimundo "El Güero" Dávila
- Hospital Central (2011) … Dr. Enrique Guerrero
- Alguien te mira (2010–1) … Julián García
- Los exitosos Pérez (2009) … Kennedy Werneck
- Las dos caras de Ana (2006) … Rafael Bustamante / Gustavo Galván
- Amar otra vez (2004) … Fernando Castañeda Eslava
- Las vías del amor (2002) … Paco / Pablo Rivera
- Salomé (2001–2) … José Juliano Lavalle
- Sin Pecado Concebido (2001) … Cástulo Campos Ortiz
- La casa en la playa (2000) … Romualdo Reyes

### Séries
- La piel azul (2010) … Fernando
- Ugly Betty (2007–9) … Lorenzo
- Mulheres Assassinas: Claudia, chuchillera (2008) … Oscar
- Os Simuladores (2008) … Rubalcaba
- S.O.S.: Sexo y otros Secretos (2007) … Martín
- Casos da vida real (2001)

### Cinema
- Narco Soldies (2019) … Danny
- Oro y Polvo (2015) … Daniel
- Cantinflas: A Magia da Comédia (2014) … Frank Sinatra
- Kiss of Vengeance (2014) … Aldo
- Mamãe Casamenteira (2013) … Pablo
- Adiós, mundo cruel (2010) … Luis Armando
- O Misterioso Assassinato de Uma Família (2010) … Psiquiatra (voz)
- Sin Memoria (2010) … Raúl
- Rock Marí (2010) … Pablo
- La ruleta de los sueños (2009) … Dan
- Días extraños (2009)
- Me importas tú… y tú (2009)
- Pepe & Santo vs. America (2009) … Julio
- The Fighter (2009) … Leone
- Se jodió la navidad (2009) … Hombre en la fiesta
- El descubrimiento (2009) … Barman
- 24 cuadros de terror (2008) … Lady Killer
- Fotonovela (2008) …Angel
- Amor letra por letra (2008) … Julian
- Así del precipicio (2006) … Gerardo
- Desnudos (2004) … Pablo